# Wisselwerking (medicijnen)

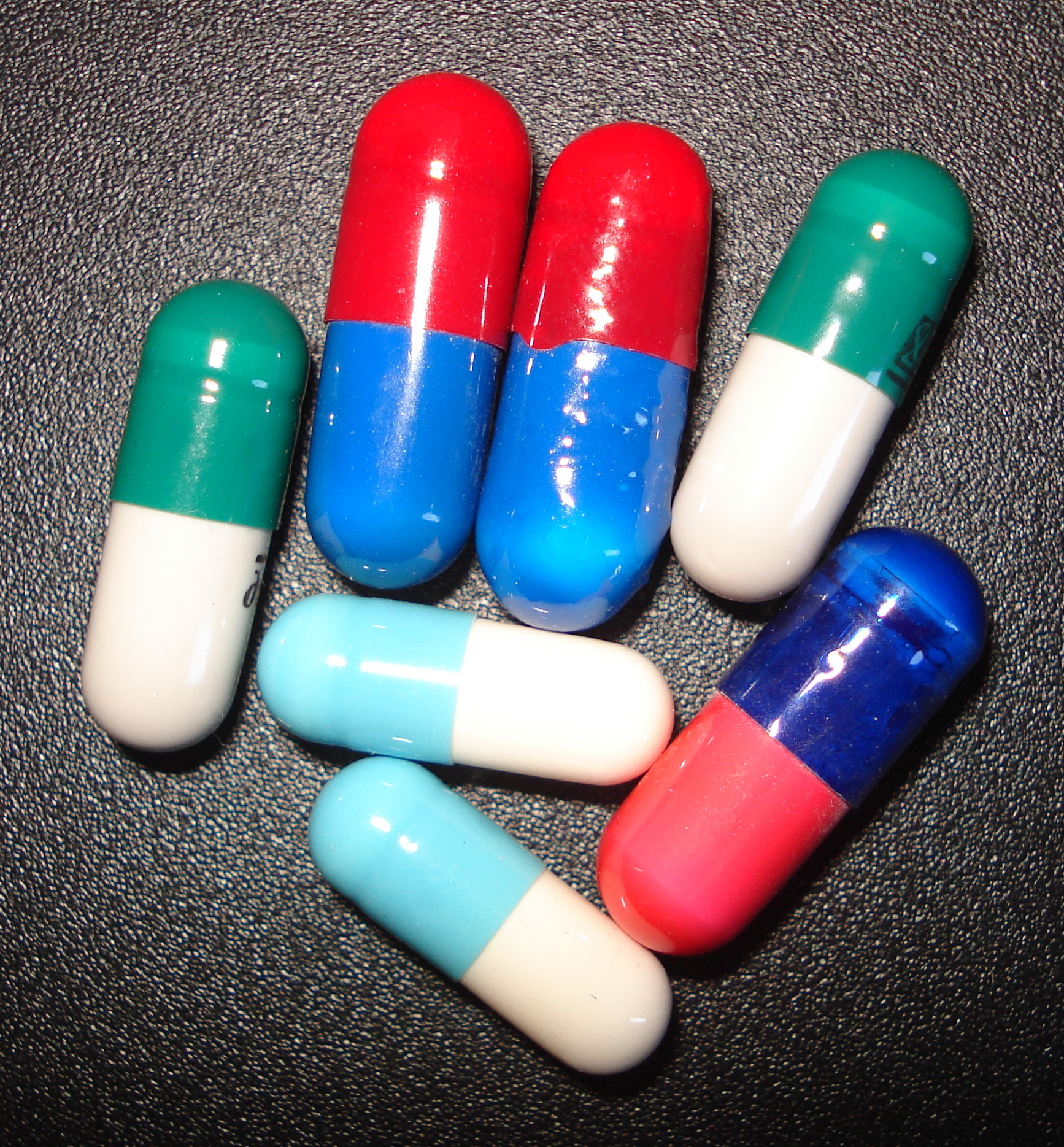

Met wisselwerking wordt in het geval van medicatie bedoeld dat stoffen uit verschillende soorten medicijnen op elkaar reageren. Dat heet ook wel een geneesmiddel-interactie of een farmacologische interactie. Het gevolg kan zijn dat de werking van één of meer medicijnsoorten daardoor verstoord raakt, maar ook dat de middelen elkaars werking positief beïnvloeden. In het negatieve geval zijn zowel het ontnemen van de functie van een geneesmiddel, het verminderen van de functie, als gevaarlijke combinaties mogelijk. Daarom mogen sommige soorten medicijnen niet samen gebruikt worden. Wisselwerking kan ook voorkomen bij medicijngebruik in combinatie met alcohol, melk, grapefruitsap en drugs.
Een goede apotheek houdt doorgaans in de gaten of een patiënt/medicijngebruiker risico loopt op ongewenste wisselwerking van verschillende medicijnen. Het blijft niettemin belangrijk dat een gebruiker zelf ook alert blijft. Zowel bij gebruik (middels de bijsluiter) als al tijdens het consult met de arts.
Wisselwerking komt bij het grootste gedeelte van medicijncombinaties niet voor.

## Bekende vormen
Er zijn talloze combinaties van medicijnen met een vorm van wisselwerking. Enkele van de bekende combinaties zijn:
- insuline met bètablokkers
- methadon met onder andere naltrexon en zidovudine
- methylprednisolon met verschillende vaccins tegen kinderziektes
- prednisolon met onder andere ritonavir, ontstekingsremmende pijnstillers en bepaalde vaccins.
- verschillende antibiotica, zoals tetracycline of penicilline met de anticonceptiepil, of erytromycine met simvastatine.